# Network Information Service
NIS (англ. Network Information Service, Информационная служба сети) — это клиент-серверный протокол, созданный Sun Microsystems, который позволяет обеспечивать доступ к системной конфигурации по всей сети. Первоначально назывался Yellow Pages (Жёлтые страницы) по аналогии с бумажным справочником, в котором перечисляются телефонные номера, но, из-за судебных преследований владельцами торговой марки, был переименован в NIS.
В NIS первых версий присутствовала существенная уязвимость — все данные, включая пароли пользователей, передавались открытым текстом, из-за чего злоумышленник мог получить учетные записи практически ко всей локальной сети из интернета.